# St. Wigbert (Heldrungen)

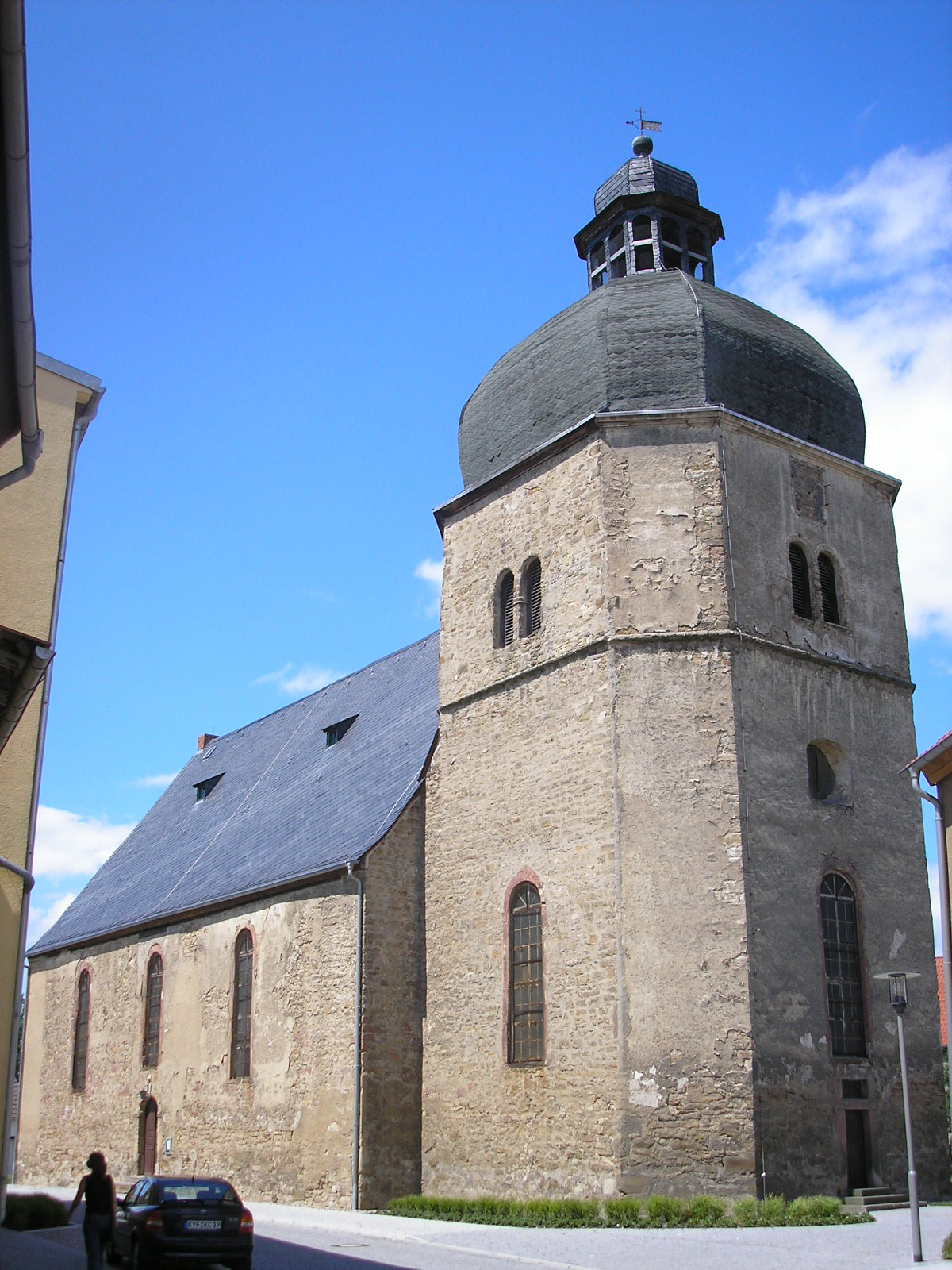
Die Stadtkirche

Die evangelische Stadtkirche St. Wigbert steht in Heldrungen, einem Ortsteil der Stadt und Landgemeinde An der Schmücke, im Kyffhäuserkreis in Thüringen.

## Geschichte
1697 wurde die Stadtkirche erstmals erwähnt. Im Dreißigjährigen Krieg wurde die Vorgängerin vollständig zerstört und die jetzige Kirche wieder aufgebaut. Die Unterlagen dazu sind aktenkundig nicht nachweisbar.
Die Orgel ist im Jahr 1847 durch Ernst Siegfried Hesse eingebaut worden. Der Kirchturm wurde in der jüngsten Vergangenheit saniert und gestrichen. Diese Arbeiten sind für das Kirchenschiff innen und außen geplant.